# Gryllus peruviensis
Gryllus peruviensis är en insektsart som beskrevs av Henri Saussure 1874. Gryllus peruviensis ingår i släktet Gryllus och familjen syrsor. Inga underarter finns listade i Catalogue of Life.